# Grand Prix automobile du Canada 1969
Résultats du Grand Prix du Canada de Formule 1 1969 qui a eu lieu sur le circuit Mosport Park le 30 septembre 1969.

## Classement
| Pos  | N° | Pilote               | Voiture        | Tours | Temps/Abandon     | Grille | Points |
| ---- | -- | -------------------- | -------------- | ----- | ----------------- | ------ | ------ |
| 1    | 11 | Jacky Ickx           | Brabham-Ford   | 90    | 1 h 59 min 25 s 7 | 1      | 9      |
| 2    | 12 | Jack Brabham         | Brabham-Ford   | 90    | + 46 s 2          | 6      | 6      |
| 3    | 2  | Jochen Rindt         | Lotus-Ford     | 90    | + 52 s 0          | 3      | 4      |
| 4    | 18 | Jean-Pierre Beltoise | Matra-Ford     | 89    | + 1 tour          | 2      | 3      |
| 5    | 4  | Bruce McLaren        | McLaren-Ford   | 87    | + 3 tours         | 9      | 2      |
| 6    | 19 | Johnny Servoz-Gavin  | Matra-Ford     | 84    | + 6 tours         | 15     | 1      |
| 7    | 25 | Pete Lovely          | Lotus-Ford     | 81    | + 9 tours         | 16     |        |
| Nc.  | 16 | Bill Brack           | BRM            | 80    | Non classé        | 18     |        |
| Abd. | 2  | Graham Hill          | Lotus-Ford     | 42    | Moteur            | 7      |        |
| Abd. | 9  | Jo Siffert           | Lotus-Ford     | 40    | Transmission      | 8      |        |
| Abd. | 3  | John Miles           | Lotus-Ford     | 40    | Boîte de vitesses | 11     |        |
| Abd. | 6  | Pedro Rodriguez      | Ferrari        | 37    | Pression d'huile  | 13     |        |
| Abd. | 17 | Jackie Stewart       | Matra-Ford     | 32    | Collision         | 4      |        |
| Dsq. | 69 | Al Pease             | Eagle-Climax   | 22    | Disqualifié       | 17     |        |
| Abd. | 14 | John Surtees         | BRM            | 15    | Moteur            | 14     |        |
| Abd. | 21 | Piers Courage        | Brabham-Ford   | 13    | Fuite d'essence   | 10     |        |
| Abd. | 26 | John Cordts          | Brabham-Climax | 10    | Fuite d'huile     | 19     |        |
| Abd. | 5  | Denny Hulme          | McLaren-Ford   | 9     | Distributeur      | 5      |        |
| Abd. | 15 | Jackie Oliver        | BRM            | 2     | Moteur            | 12     |        |
| Abd. | 20 | Silvio Moser         | Brabham-Ford   | 0     | Accident          | 20     |        |

Légende :
- Abd.=Abandon

## Pole position et record du tour
- Pole position : Jacky Ickx en 1 min 17 s 4 (vitesse moyenne : 184,047 km/h).
- Tour le plus rapide : Jacky Ickx et Jack Brabham en 1 min 18 s 1 respectivement au 30e et au 62e tour (vitesse moyenne : 182,397 km/h).

## Tours en tête
- Jochen Rindt 5 (1-5)
- Jackie Stewart 27 (6-32)
- Jacky Ickx 58 (33-90)

## Statistiques
- 3e victoire de sa carrière pour Jacky Ickx.
- 12e victoire pour Brabham en tant que constructeur.
- 24e victoire pour Ford Cosworth en tant que motoriste.
- 25e et dernier Grand Prix pour l'écurie Eagle.
- Al Pease est disqualifié pour lenteur excessive.
- Johnny Servoz-Gavin marque le seul point d'une voiture à quatre roues motrices.